# بیمارستان امام حسین (اردکان)
بیمارستان امام حسین بیمارستانی است درمانی واقع در شهر اردکان، استان فارس وابسته به دانشگاه علوم پزشکی شیراز با ظرفیت ۸۷ تخت فعال که در سال ۱۳۸۴ شمسی تأسیس گردید.
بخش‌های بستری موجود در این بیمارستان عبارتند از: چشم، داخلی، جراحی زنان و زایمان، اطفال، جراحی عمومی، ENT ،CCU، ارتوپدی، پست پارتوم، نوزادان، روانپزشکی و اورژانس بستری